# Innisfree
Innisfree es un pueblo canadiense situado en la provincia de Alberta.

## Superficie
Innisfree tiene una superficie de 1 km².

## Demografía
En 2021, tenía 187 habitantes, una densidad poblacional de 187,2 hab./km², y 124 viviendas.